# Archives de l'État à Namur

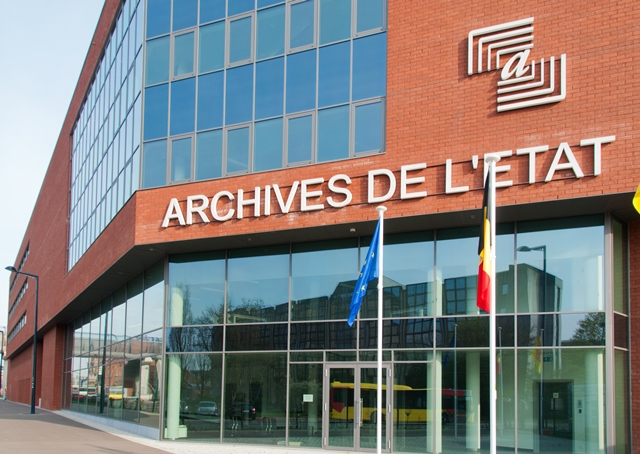
Nouveau bâtiment des Archives de l'État à Namur, au boulevard Cauchy.

Les Archives de l’État à Namur sont l’une des 19 implantations des Archives de l'État en Belgique. Ce dépôt se situe au boulevard Cauchy à Namur, le long de la voie ferrée, à quelques minutes à pied de la gare. Il abrite plus de 12 km d'archives sur les 35 km qu'il peut contenir, sur une surface totale brute de 9 431 m2. Le plus vieux document date du VIIIe siècle.
Les Archives de l’État sont présentes à Namur depuis 1848. Jusqu’en 1930, elles occupaient une partie du Palais de Justice à Namur. Les archives ont ensuite été transférées à la rue d’Arquet, dans un bâtiment construit initialement pour servir d’entrepôt frigorifique ! Quelques décennies plus tard, le bâtiment ne répondait cependant plus aux normes en vigueur. Devenu exigu et vétuste, il ne permettait pas la construction d’extension. Le nouveau dépôt et sa salle de lecture ont été inaugurés en mai 2014.
Étudiants, chercheurs, passionnés de généalogie ou d’histoire trouveront aux Archives de l’État à Namur une grande gamme de documents utiles à leurs recherches.

## Qu’y trouve-t-on?
Le dépôt des Archives de l’État à Namur contient les archives émanant des institutions ancrées à un moment ou à un autre sur le sol de l'actuelle province. 
Lumineuse, la nouvelle salle de lecture comporte 60 places assises. Le public peut y consulter des archives originales, des archives numérisées, des archives sur microfilms ainsi que les bases de données développées par les Archives de l’État pour l’ensemble de la Belgique. Parmi les diverses archives conservées figurent :
Les archives des institutions publiques d'Ancien Régime :
- Les archives des institutions centrales du comté de Namur : Conseil provincial de Namur, Souverain bailliage de Namur, etc.

- Les archives des institutions régionales du comté de Namur, pour autant que leur siège se trouvait dans les limites de l'actuelle province : Terre d'Orchimont (qui fit partie du duché de Luxembourg), « trente-deux hauteurs de Ciney » (qui dépendent administrativement du grand bailli du Condroz, mais qui sont indépendantes du point de vue judiciaire), seigneuries, etc. Sont donc exclus les bailliages de Fleurus, de Viesville (province de Hainaut) et de Wasseiges (province de Liège).

- Les archives des institutions locales : échevinages (ou cours scabinales, ou cours de justice), communautés, cours féodales, censales et allodiales, quelle que soit leur appartenance territoriale ancienne. Notons au passage que des registres peuvent contenir les actes de plusieurs types de cours ou cacher des actes d'une institution régionale.
- Les archives produites par les corporations de métier et les corps de milice bourgeoise.
- Les archives des institutions hospitalières et des Tables des pauvres (ou des Communs pauvres).

Les archives des institutions publiques de l’époque contemporaine (depuis 1795) : 
- Les archives des services publics déconcentrés : cadastre, enregistrement, conservation des hypothèques, contrôle de la TVA, etc.
- Les archives des tribunaux de la province de Namur.
- Les archives de l'administration provinciale.
- Les archives des administrations communales. À noter que Dinant a perdu plusieurs fois ses archives. Ciney aussi. Celles de Namur antérieures à 1830 ont été sauvées de justesse puisqu'elles ont été confiées au dépôt en 1913, un an avant l'incendie par les Allemands de l'hôtel de ville où elles étaient conservées. Dans les villages, au XVIe siècle, plus d'un maire se plaignaient que les archives s'étaient « entreperdues ».
- Les archives d'établissements hospitaliers et des centres publiques d'action sociale.
- Les archives des services extérieurs des services publics fédéraux, tels ceux du SPF Finances (Cadastre, Enregistrement, Hypothèques, T.V.A., etc.).

 Les archives ecclésiastiques : abbayes, couvents, chapitres et paroisses (à compléter utilement par les documents conservés aux Archives de l'évêché de Namur).
Les minutes des notaires des arrondissements judiciaires de Namur et Dinant.
Les archives privées :
- Les fonds de familles et de châteaux, tels Corroy-le-Château, Franc-Waret, Sart-Eustache, Stassart-Maillen, van der Straten Waillet et Ponthoz, occupent une place privilégiée de par leur importance matérielle. Ils offrent une documentation très riche dépassant de loin les frontières de la province et sont une source de qualité pour la connaissance de l’histoire culturelle, sociale et économique du pays. Ces archives couvrent toutes les périodes depuis la fin du Moyen Âge. L’action et les recherches menées par des personnalités et des particuliers se traduisent par la production d’archives qui livrent des informations tant sur les intéressés et leurs centres d’intérêts que sur la société de leur temps.
- Les archives d’entreprises et les archives d’associations, qui sont autant de témoins de la situation économique et du tissu social de nos régions.
- Les archives photographiques namuroises : les Archives de l’État à Namur hébergent l’asbl Archives photographiques namuroises et mettent à la disposition des chercheurs en collaboration avec celles-ci les fonds photographiques rassemblés, concernant principalement l’histoire de la province depuis le milieu du XIXe siècle.

- Une bibliothèque scientifique et administrative.

## Salle de lecture numérique
Depuis août 2009, les registres paroissiaux (XVIe siècle-1796) et registres d’état civil (1796-1910) de tout le pays ont été progressivement numérisés et mis à disposition du public dans les 19 salles de lecture des Archives de l’État, dont celle de Namur. 
Depuis janvier 2013, plus de 27 000 registres paroissiaux et un nombre sans cesse croissant de registres d’état civil sont également disponibles gratuitement sur le site internet des Archives de l’État.
D’autres types de documents sont, par ailleurs, consultables depuis la salle de lecture numérique ou le site internet des Archives de l’État : plus de 6 000 photos de la Première Guerre mondiale, des milliers de cartes et plans, les procès-verbaux du Conseil des Ministres (1918-1979), l'annuaire statistique de la Belgique (et du Congo belge) depuis 1870, 38 000 moulages de sceaux, les rapports des prêtres et des responsables de communauté religieuse sur les événements qui se sont déroulés durant la Première Guerre mondiale guerre dans leur localité, etc.